# Kaj Chusrau I
Kaj Chusrau I lub Kajhisrew I (arab.  كيخسرو الأول)  (ur.? zm. 1211) – sułtan seldżuckiego Sułtanatu Rum, syn Kilidża Arslana II. Panował w latach 1192–1196 oraz 1204–1211.
Obejmując po śmierci ojca w 1192 roku tron nie miał doświadczenia i w 1196 rządy przejął jego starszy brat Sulejman II, emir Tokatu. Po jego śmierci w 1204 roku Kajhisrew przerwał krótkie rządy jego 3-letniego syna Kilidża Arslana III. W trakcie swojego drugiego panowania przezwyciężył wewnętrzna anarchię umacniając struktury państwa. Zdobył w 1207 roku Antalyę, uzyskując tym samym dostęp do morza Śródziemnego dla sułtantu. Zginął w 1211 w przegranej bitwie nad Meandrem z wojskami bizantyńskimi.